# أريستيدس أغرامونتي
أريستيدس أغرامونتي واي سيموني (بالإنجليزية: Aristides Agramonte)‏ (3 يونيو 1868 في كاماغواي، كوبا – 19 أغسطس 1931 في نيو أورليانز، لويزيانا، الولايات المتحدة ) كان طبيبًا أمريكيًا كوبيًا، وأخصائيًا في علم الأمراض وعلم الجراثيم من ذوي الخبرة في الطب الاستوائي. في عام 1898 عينه جورج ميللر ستيرنبرغ كمساعد جراحي بالنيابة في الجيش الأمريكي وأرسله إلى كوبا لدراسة تفشي الحمى الصفراء. وعمل لاحقًا في لجنة الحمى الصفراء، وهي لجنة تابعة للجيش الأمريكي بقيادة والتر ريد، والتي درست طرق انتقال عدوى مرض الحمى الصفراء. بالإضافة إلى هذا البحث، درس أيضًا الطاعون وحمى الضنك والتراخوما والملاريا والسل وحمى التيفوئيد والمزيد. بعد أن عمل في لجنة الحمى الصفراء، عمل كأستاذ في جامعة هافانا بالإضافة إلى العديد من المناصب الحكومية.

## روابط خارجية
- مكتبة جامعة العلوم الصحية بجامعة فرجينيا: دليل إلى لجنة الحمى الصفراء لـ Philip S. Hench Walter Reed تتضمن هذه المجموعة الواسعة 154 صندوقًا من العناصر.